# Пензенский автовокзал
Пензенский автовокзал — автобусный вокзал в городе Пенза, обслуживающий пригородные, областные и междугородные автобусные маршруты. 
Расположен вблизи центра города, на улице Луначарского, в непосредственной близости от железнодорожной станции Пенза I — центрального вокзала города. В настоящее время рассматривается вопрос о строительстве нового автобусного терминала на окраине города.
Автовокзал занимает двухэтажное здание с атриумом, используются также помещения подвального этажа: там расположен туалет и камера хранения. На первом этаже располагаются кассы и торговые предприятия, второй этаж занят залом ожидания и торговыми площадями.

## Направления

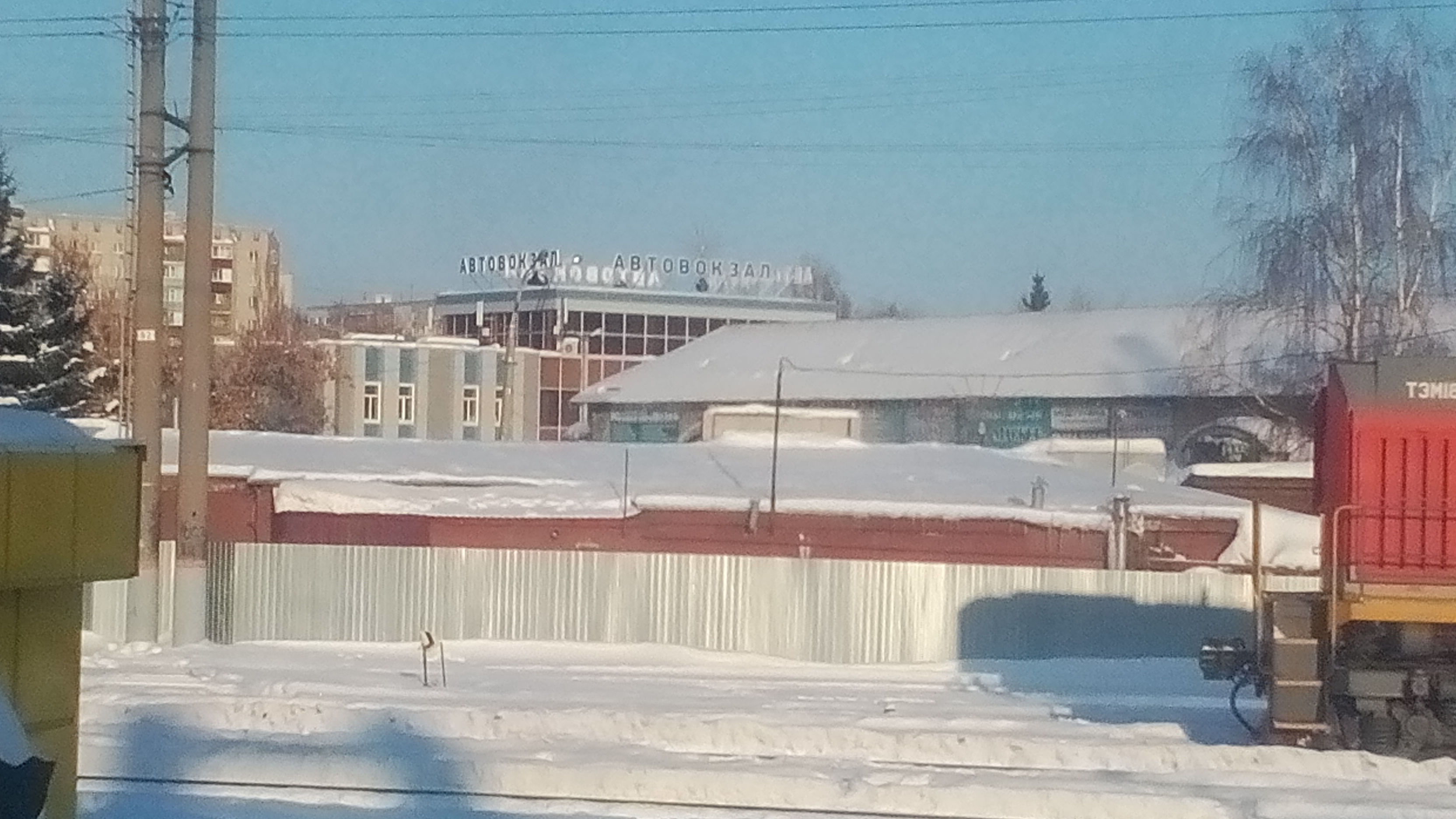
Вид на вокзал со стороны ЖД-станции

Через пензенский автовокзал осуществляется автобусное сообщение Пензы со многими населёнными пунктами. Маршруты автобусов связывают город с ближайшими пригородами и всеми районными центрами Пензенской области. Существует сообщение со многими городами вне области. С автовокзала, к примеру, легко можно доехать в город Белинский, где находится музей-усадьба В. Г. Белинского и к М. Ю. Лермонтову в музей "Тарханы" на автобусе Пенза - Тамбов.

### Междугородные маршруты
- Балаково
- Волгоград
- Воронеж
- Липецк
- Москва
- Рузаевка
- Саранск
- Саратов
- Тамбов
- Тольятти
- Ульяновск

Расписание автобусов.